# 導軌整合系統
導軌整合系統（英語：Rail Integration System，簡稱RIS），又稱導軌介面系統（英語：Rail Interface System）或導軌附件系統（英語：Rail Accessory System，簡稱RAS），是指把配件安裝到槍械上的導軌系統標準之通用術語。

## 歷史

### 導軌式

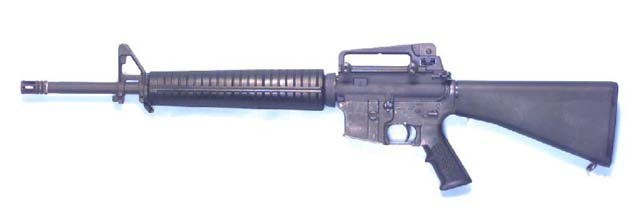
機匣頂部改為MIL-STD-1913導軌的M16A4（注意在導軌上安裝了提把式機械瞄具照門）

1992年，美軍正式採用經標準化後的韋弗式導軌，定為MIL-STD-1913標準，並曾在1995年嘗試被北約定為STANAG 2324，但最終並未成為北約標準。但MIL-STD-1913導軌（簡稱為1913導軌）仍成為北約成員，以至其他國家的標準配件安裝規格。後來在2009年5月8日，STANAG 2324標準的改良及公制化版本正式被北約陸軍軍備集團批准，新的STANAG 4649標準（簡稱為NAR導軌）成為北約成員國的標準配件安裝規格。

### 孔洞式

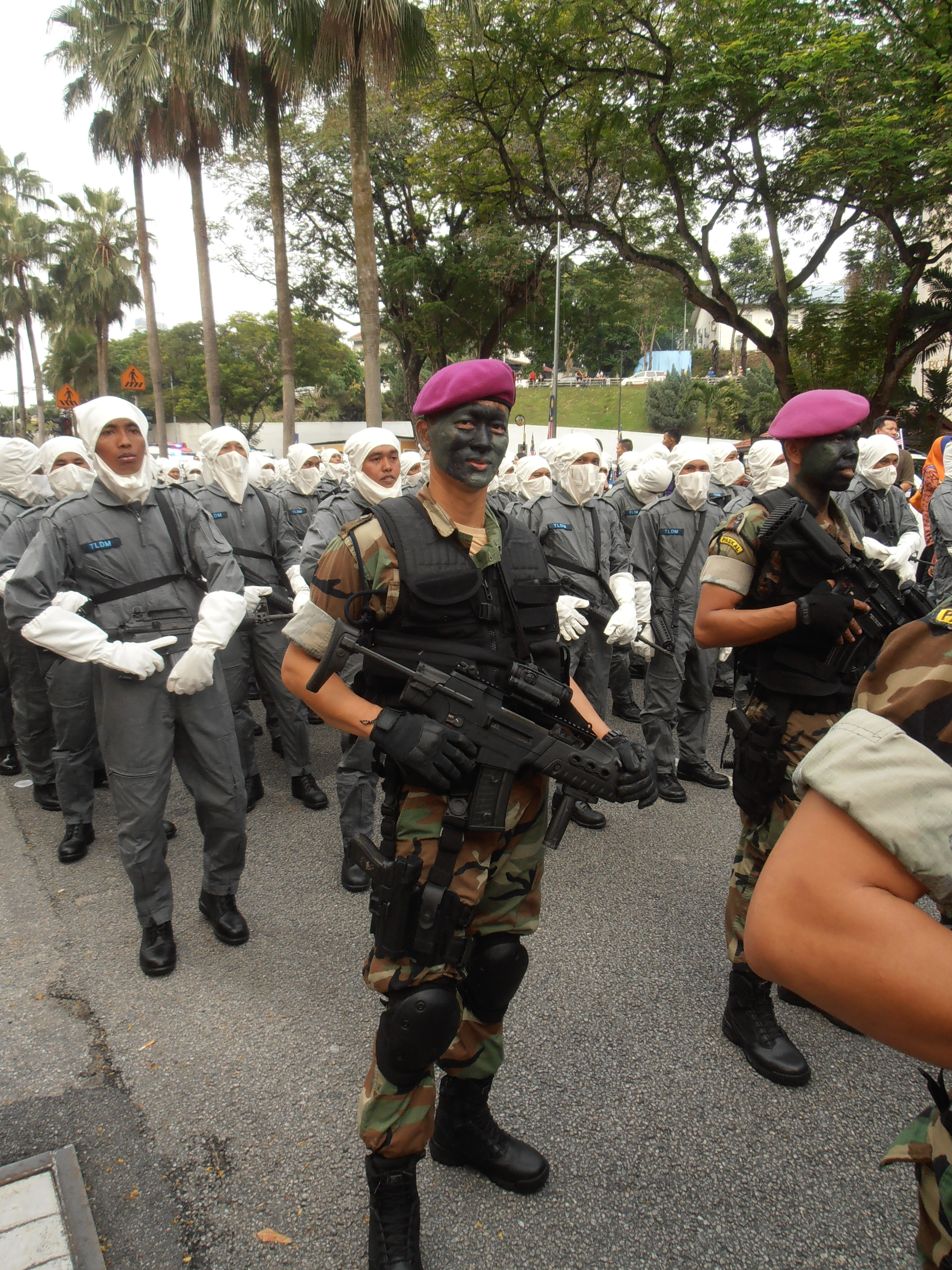
護木底部安裝了PCAP握把的XM8

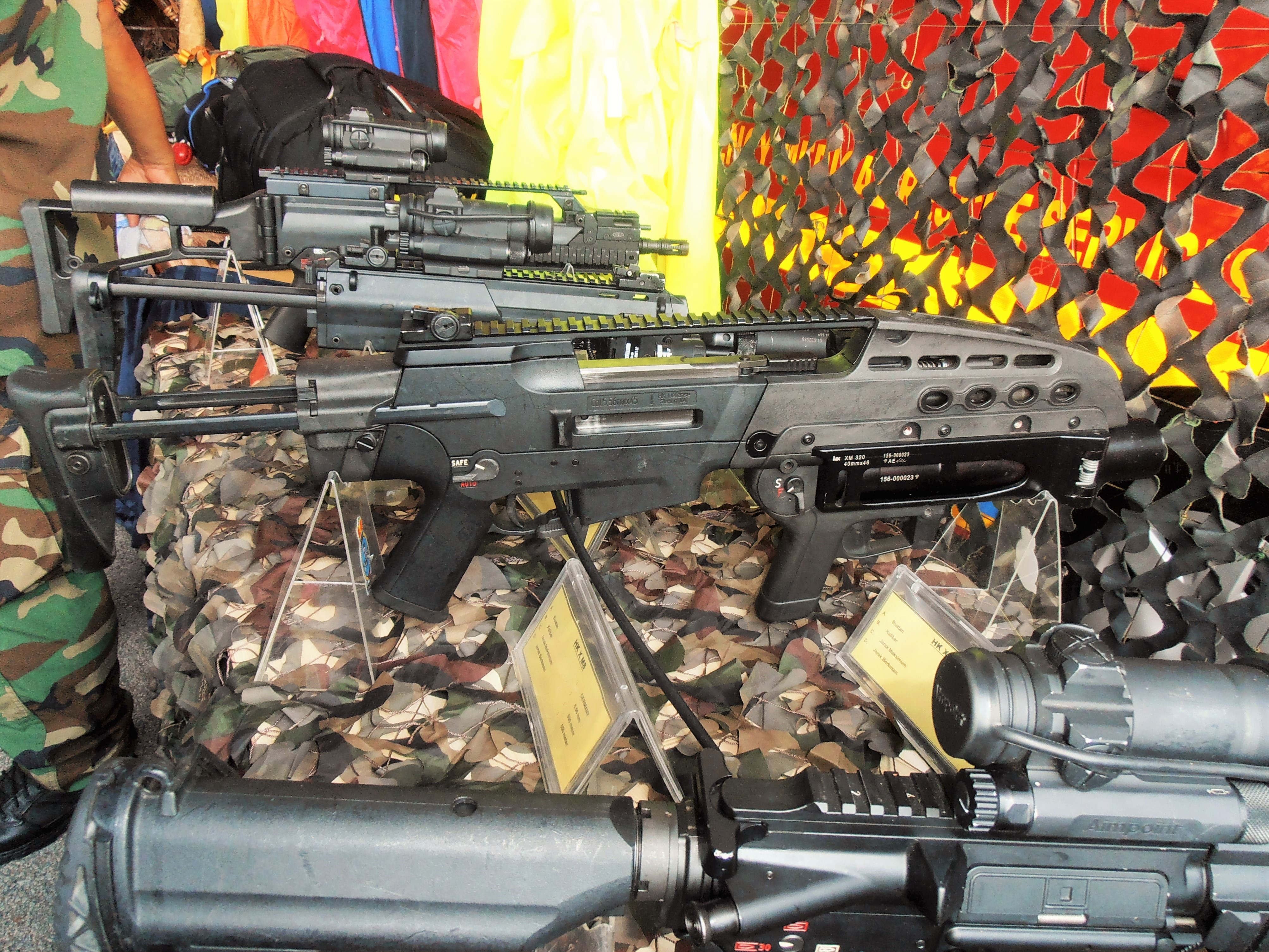
因缺少相容配件而決定改用1913頂部導軌的馬來西亞版XM8

最初的孔洞式附件系統是黑克勒&科赫研發的XM8上的PCAP系統。該系統的特點為瞄具配件在拆卸再安裝時不會出現歸零偏差。然而由於XM8最終未被採用，PCAP亦沒有後續發展，但PCAP卻向業界展現了「在有需要之處才加上安裝點」的概念，並啟發VLTOR的工程師Eric Kincel在2008年構想出KeyMod。透過與Noveske合作，推出了首個使用KeyMod的NSR護木。Eric Kincel在得到VLTOR允許下在2012年7月把KeyMod公開到公有領域，並在2012年10月修訂為現時版本。
與此同時，MAGPUL亦研發出MOE（全稱MAGPUL Original Euipment，MAGPUL原創裝備）系統，並首先用在其Masada概念步槍上，但因安裝方式困難而在2014年改良出M-LOK系統。與KeyMod不同的是，規格相對簡單的M-LOK可以輕易地透過射出成形整合在聚合物護木上。2017年，在海軍地面作戰中心克蘭分部的測試中得出了M-LOK優於KeyMod的結論。
而德國的黑克勒&科赫亦在2014年IWA中展出了配有鎖孔形安裝孔（當時尚未定名為HKey）的HK243 S TAR，之後便以HKey為系統名稱註冊商標，並應用在其他產品中，在2017年被英國軍隊採用在SA80 A3升級案中。
HK USA的鎖孔形導軌安裝系統（下稱為HK USA系統）也同在2014年首次推出，首先應用的是MR556 A1-SD及MR762 A1-SD。之後擴展到全數步槍產品。HK USA將採用此系統的護木稱為模組化導軌系統（英語：Modular Rail System，簡稱為MRS）護木。但在2020年8月已改用M-LOK。

### 螺紋護套式
雷明登在研發MSR時，希望為其加入一個可牢固安裝並重複歸零配件的系統。工程師研發出來的系統為在護木上加上孔洞以定位附加導軌，並以螺絲鎖緊在護木上，而護木上的螺紋則使用Heli-Coil螺紋護套以提供牢固的安裝點。最後因為Heli-Coil需求的材料厚度而令護木十分笨重，亦十分昂貴。
而SIG Sauer的SIG 716 G2頂部導軌則是先安裝Heli-Coil，再加上Time-Sert，然後再把螺絲鎖緊在Time-Sert上。因此SIG 716 G2的頂部導軌十分穩固，但缺點同樣是十分昂貴和十分重。
後來Q在研發The Fix時，也希望在其加上輕量但牢固的安裝系統。而The Fix的首席工程師曾在SIG Sauer工作，並曾參與SIG 716 G2的項目。他提出的設計為採用更薄更輕的PEM螺母。PEM螺母的缺點為安裝費時，製作樣槍時一條護木需花費4小時來人手安裝全部PEM螺母。Q的工程師因而製作了氣動壓床以加快速度。最終系統命名為Q-Sert並應用在Q的精準步槍上。

## 相容性

### 導軌式

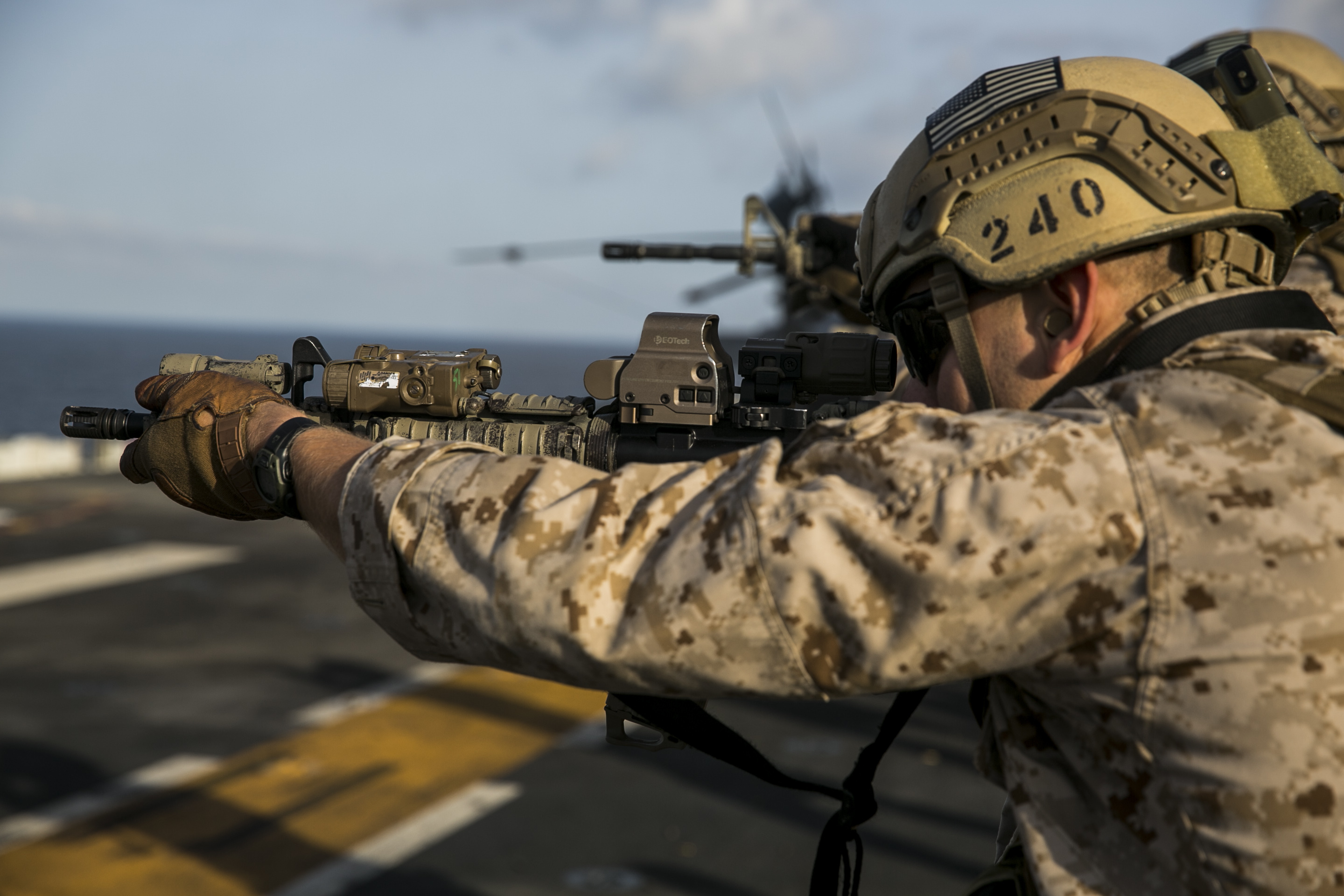
EOTECH的EXPS3設計上僅需單個韋弗式導軌安裝格，因此亦可安裝在1913導軌上使用

由於韋弗式導軌的安裝格相比1913導軌較窄（韋弗式為0.180英吋，1913為0.206英吋），而且韋弗式導軌安裝格之間的距離並非固定，因此僅需單安裝格的韋弗式配件基本上可安裝在1913導軌及NAR導軌上。反之，1913及NAR導軌的配件未必可以安裝在韋弗式導軌上。
而1913導軌及NAR導軌之間的差別為公差減少，因此配件基本上可同時用於1913及NAR導軌上，但要獲得NAR導軌改良的所有優點則需同時使用NAR導軌及為其設計的配件。

### 孔洞式

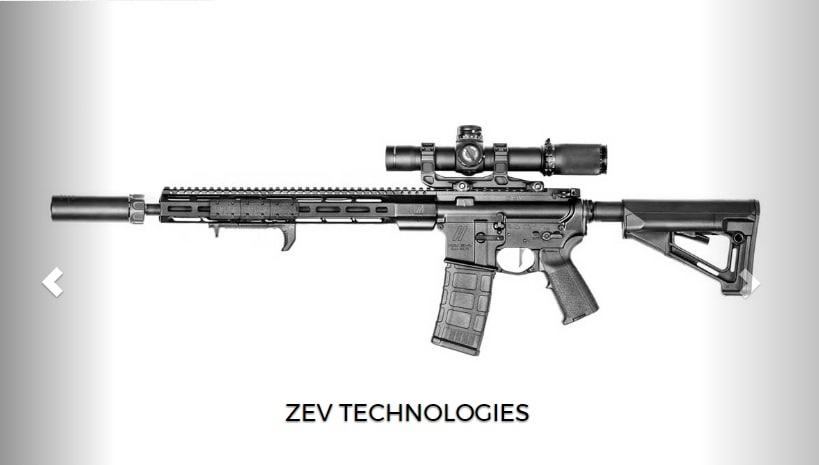
在M-LOK護木上安裝了導軌蓋板和阻手器的AR-15

M-LOK配件可以透過使用轉接片安裝在MOE護木上。
KeyMod、HKey及HK USA系統則分別有為其而設的配件，並因規格不同而不可混用。其中三者皆可安裝附加導軌以安裝任何1913導軌配件，亦可加裝QD槍背帶安裝口，但只有KeyMod有其他直接安裝的配件。

### 螺紋護套式
螺紋護套式系統皆可安裝附加導軌以安裝任何1913導軌配件，而Q-Sert更可加裝QD槍背帶安裝口及槍背帶安裝栓。

## 類型

### 導軌式
- 燕尾式導軌（英语：Dovetail rail）：滑動式安裝導軌系統，系統無固定的安裝格或安裝孔，僅以安裝夾具夾緊以固定，同時亦無統一標準[1]。另外用於手槍上，可滑動調整並以磨擦力固定的照門／準星橫向安裝槽亦可稱為燕尾式導軌
  - 華沙條約導軌：安裝於槍械左側的燕尾式導軌，1992年起成為AK機匣的標準設計
  - ARCA導軌：由Arca-Swiss在90年代推出的雲台快裝板規格，現被整合在一些精確槍械底部[1]，亦有被整合在槍械護木底部以將其安裝在兩／三腳架上
- 韋弗式導軌（英语：Weaver rail mount）：用於安裝瞄具的導軌系統
- 國際射聯導軌（英语：UIT rail）：簡稱為UIT導軌。被用於競賽槍械的槍背帶及配件安裝系統
- 蔡司導軌（英语：Zeiss rail）：1990年由蔡司推出的無鏡環瞄準鏡安裝系統
- 格洛克通用導軌：用於格洛克第三代及第四代手槍底把的導軌系統[18]，尺寸基本與MIL-STD-1913導軌一樣，差別僅安裝格較窄（MIL-STD-1913為0.206英吋寬，格洛克通用導軌為0.156英吋寬[19]）
- MIL-STD-1913導軌：源自韋弗式導軌，俗稱為皮卡汀尼導軌，美國MIL-STD-1913及被取消的北約STANAG 2324標準導軌
- 北約附件導軌：在2009年批准成為北約STANAG 4649標準導軌[1]，為被取消的STANAG 2324之公制化改良導軌[20]
- 北約供電導軌：於北約附件導軌加入供電軌，為武器燈、雷射瞄準儀等供電的發展方案[20][21]

### 孔洞式
- PCAP：全稱「皮卡汀尼戰鬥附件安裝點（英語：Picatinny Combat Attachment Points）」。由黑克勒&科赫研發並應用在XM8上的「負重量」設計（即加入該安裝系統會減輕重量，而非加入更多導軌的重量）。最終沒有被正式採用[2]
- MOE：全稱「MAGPUL原創裝備（英語：MAGPUL Original Equipment）」。MAGPUL於2007年展出，2009年正式推出的孔洞式導軌及配件安裝系統，從未公開規格，最終在2014年被M-LOK取代
- KeyMod（英语：KeyMod）：由VLTOR於2012年推出的開源導軌及配件安裝系統[22]，名稱為Key-hole與Modular合成，意指其為鎖孔形的模組化系統[2]
  - SquareDrop：由先進武器公司（英语：Advanced Armament Corporation）推出，可與KeyMod相容[23]
- M-LOK：全稱「模組化鎖定系統（英語：Modular LOcK）」。由MAGPUL於2014年推出的免費授權導軌及配件安裝系統，與KeyMod競爭
- HKey：由黑克勒&科赫推出的鎖孔形導軌安裝系統。安裝面為曲面，導軌片上標示公制的鎖緊扭力並使用T15梅花螺絲[16]；孔洞間距為20公釐，螺絲間距則為40公釐（每4格導軌一顆螺絲）。現被應用於黑克勒&科赫的槍械及其SA80 A3升級上
- HK USA：HK USA稱其鎖孔形導軌安裝系統為「HK專有『鎖孔』安裝系統（英語：HK Proprietary "Keyhole" Attachment System）」[24]。常被誤稱為HKey，但其實與德國的HKey不相容，亦無法與相似的KeyMod相容。安裝面為平面，其安裝孔與KeyMod和HKey方向相反並使用M4平頭螺釘，孔洞及螺絲間距皆為30公釐（每3格導軌一顆螺絲）。曾被應用於HK USA的MR556及MR762上
- Basis：由俄羅斯Zenit公司（ZenitCo，澤寧特）推出的孔洞式導軌及配件安裝系統，基礎設計為一個穩固安裝至機匣的下護木，而下護木四周設有Basis孔洞，視型號可安裝不同長度的上護木、導軌、槍背帶環等。配件安裝系統有Type 1及Type 2兩種，兩者可混合使用[25]

### 螺紋護套式
- MSR：雷明登推出的導軌安裝系統，使用Heli-Coil螺紋護套（英语：Threaded_insert#Helical_insert）在護木加上螺紋以安裝導軌[14]，首先應用在MSR上
- SMR：Geissele在初期使用的導軌安裝系統，現已基本棄用並改用M-LOK
- Q-Sert：Q在其精準步槍產品使用的配件安裝系統，吸收了MSR及SIG 716的經驗，並改用PEM螺母在護木加上螺紋，相比M-LOK更輕更牢固[14]

### 其他
- QD槍背帶安裝口：可整合在槍械或額外加裝的安裝杯，用於加裝快拆槍背帶[1]
- 槍背帶安裝栓：直接安裝在槍械上的安裝栓，可用於加裝槍背帶及兩腳架[1]

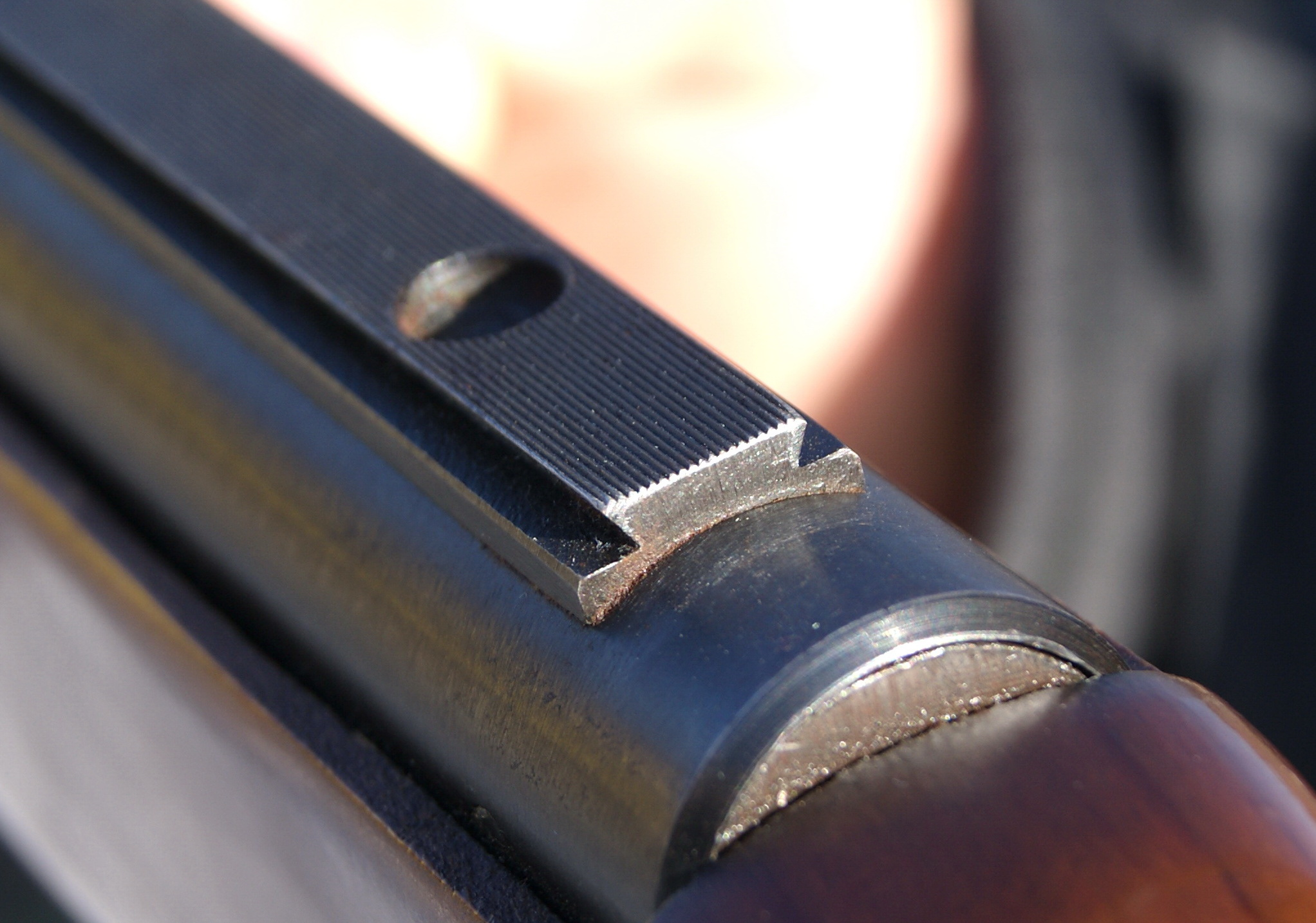
設有燕尾式導軌的氣槍
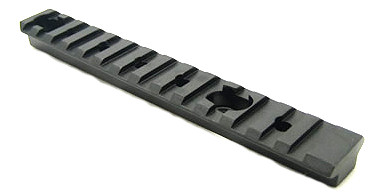
一段韋弗式導軌
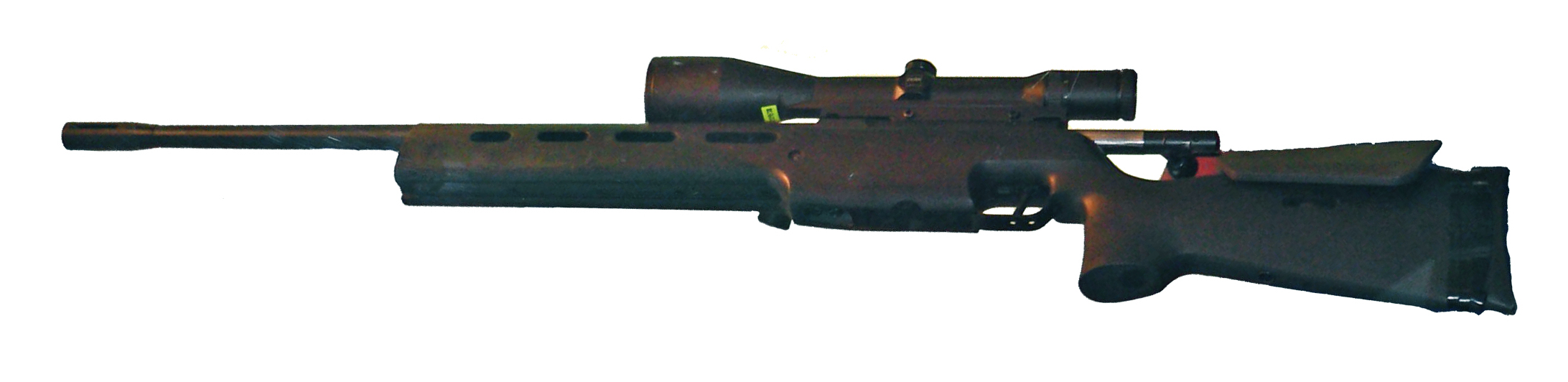
護木底部設有國際射聯導軌，頂部設有蔡司導軌的SIG Sauer SSG 3000
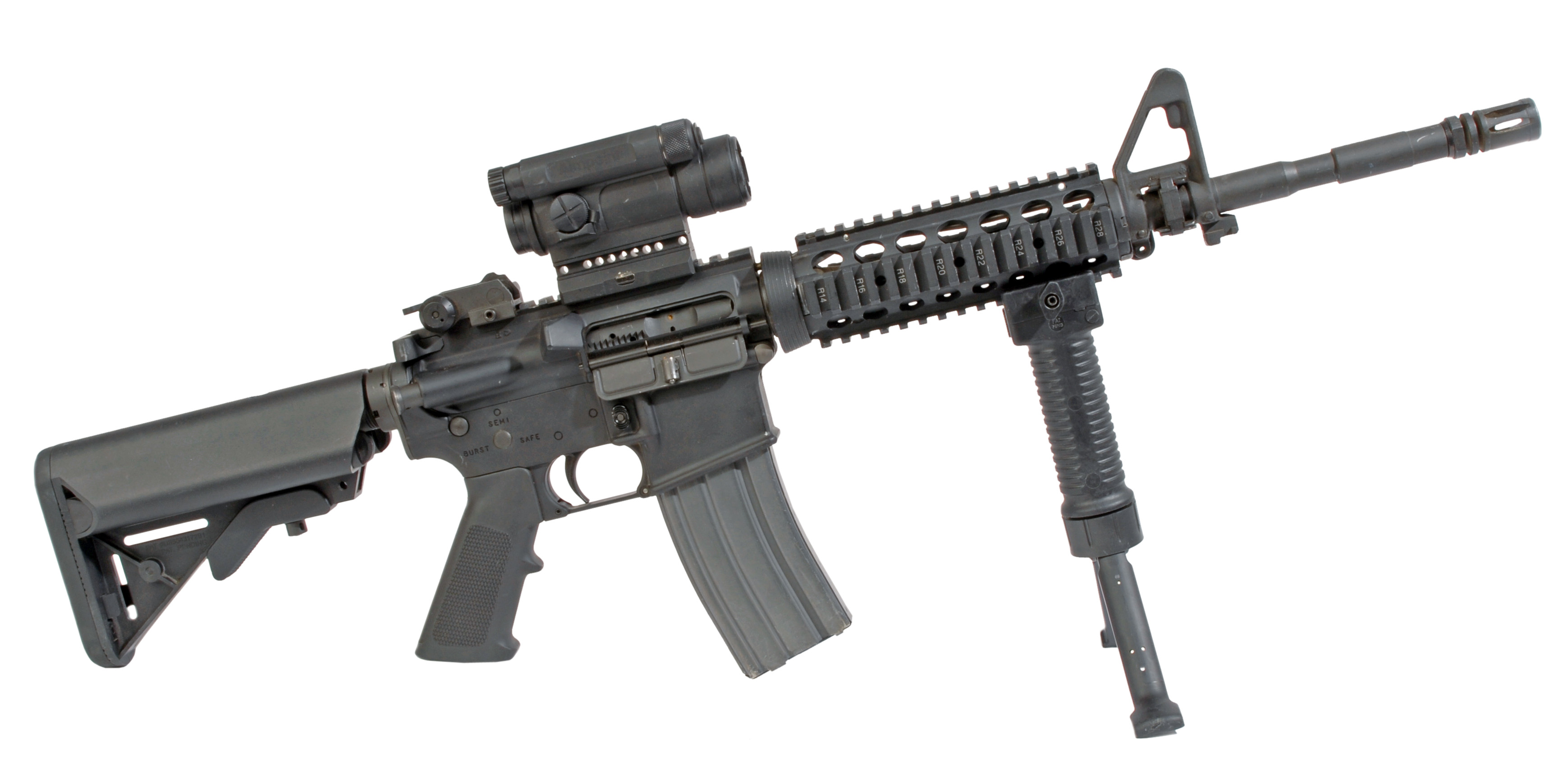
機匣頂部及護木四面設有MIL-STD-1913導軌的M4卡賓槍
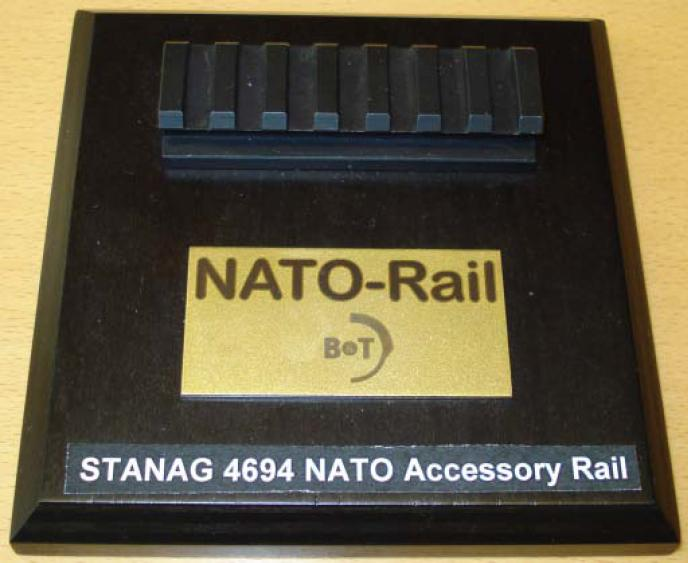
一段北約附件導軌
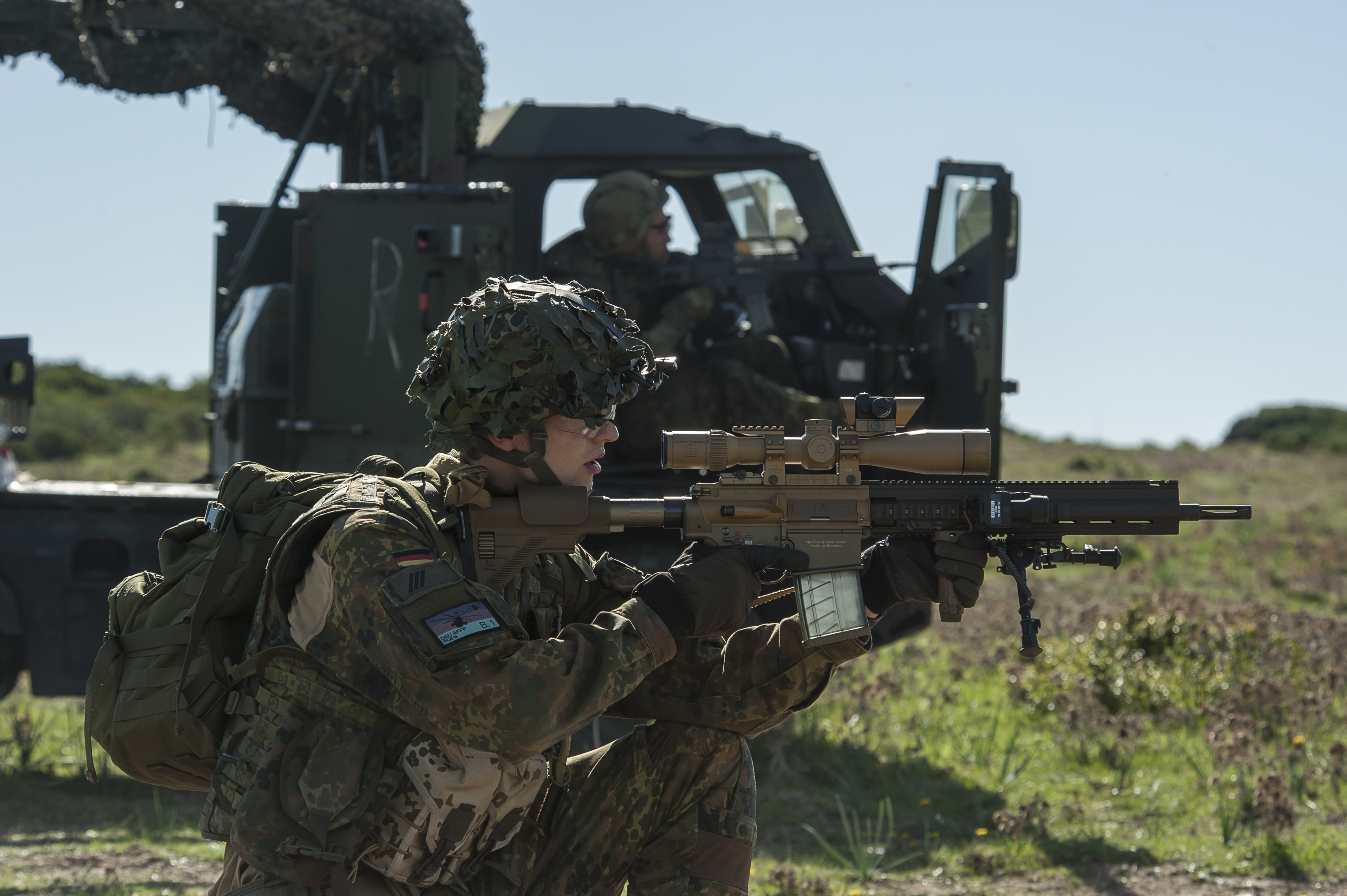
機匣頂部及護木四面設有北約附件導軌的G28狙擊步槍
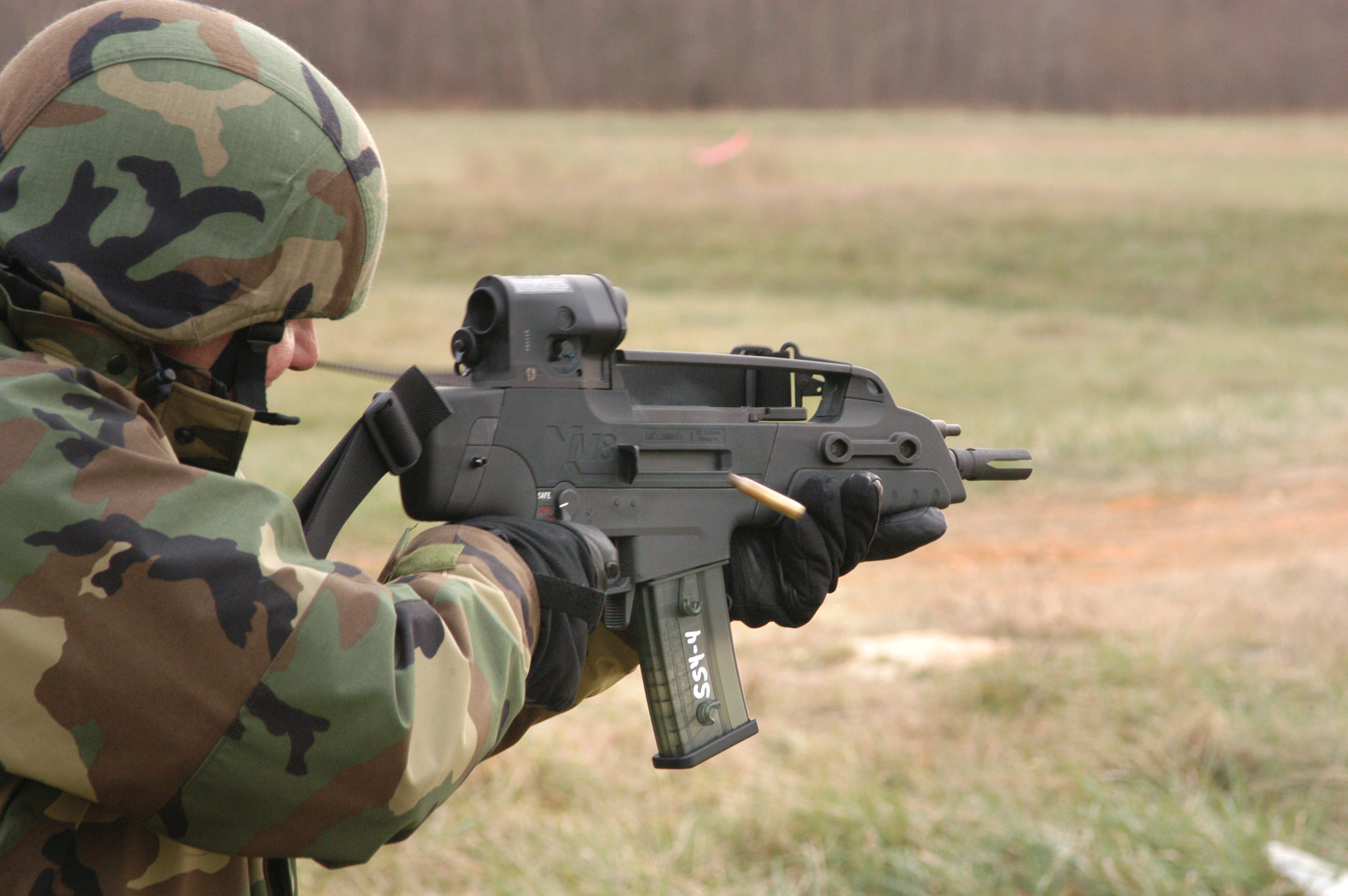
設有PCAP護木的XM8緊湊卡賓型，該槍的瞄具亦以PCAP安裝固定
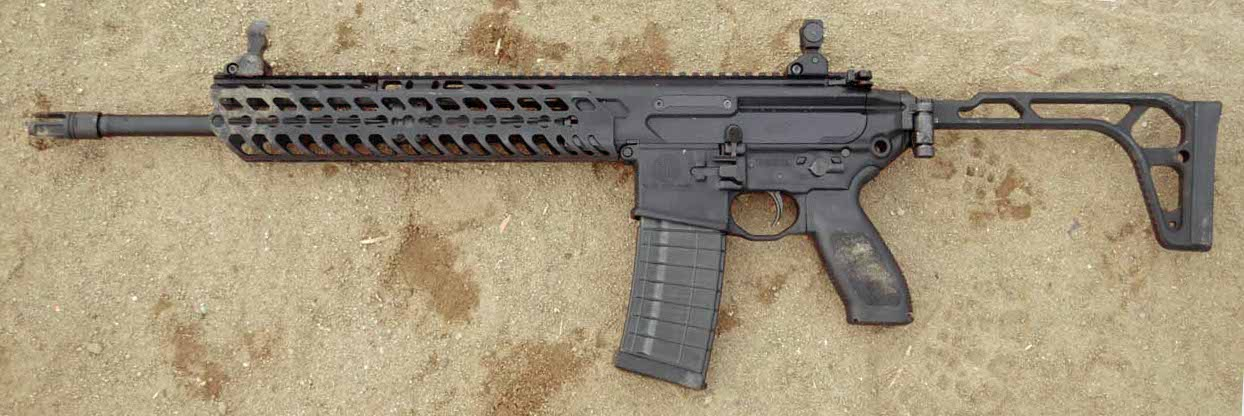
護木設有KeyMod孔的MCX步槍
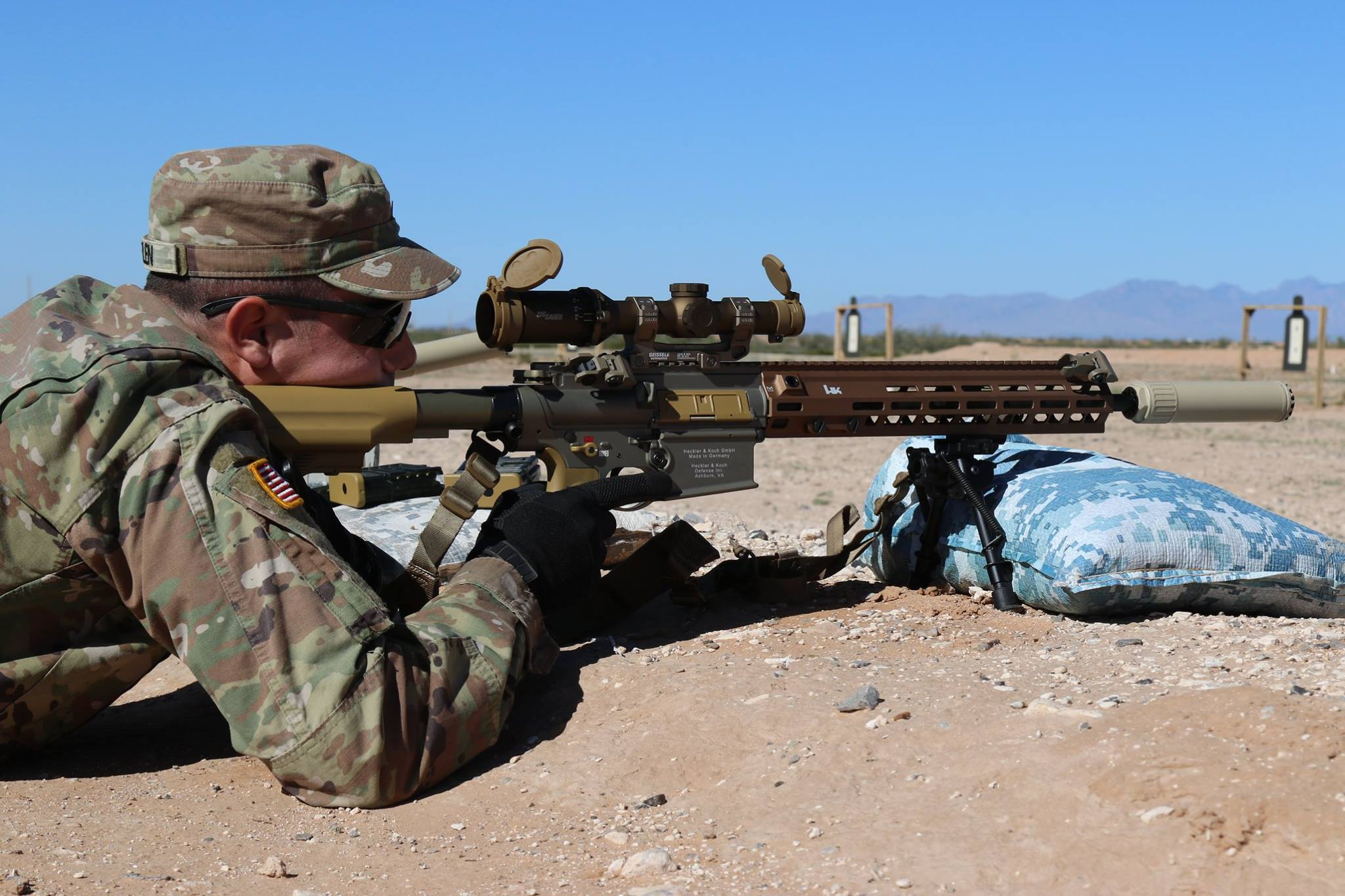
護木設有M-LOK孔的M110A1 SDMR
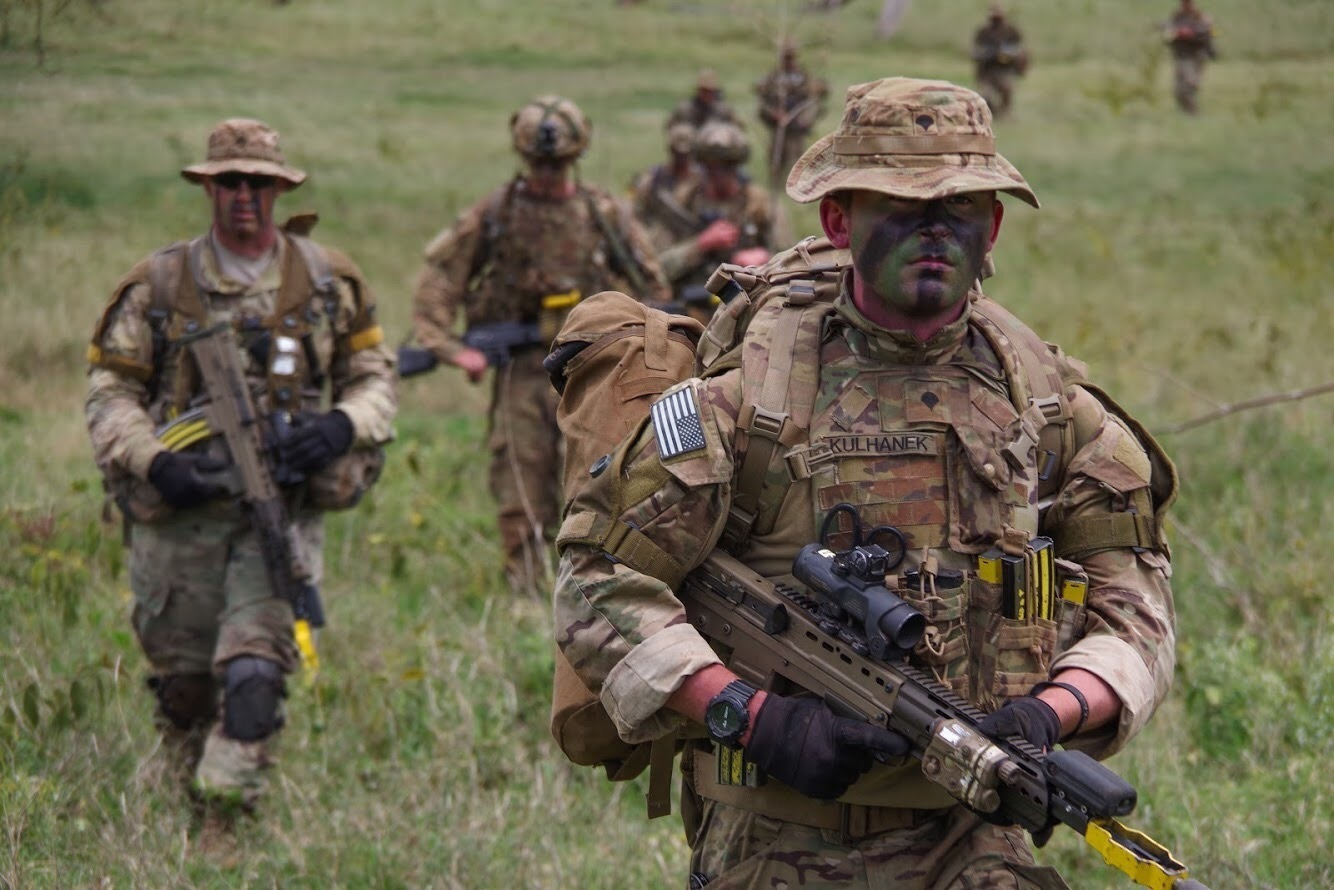
在肯亞與英國陸軍第16空中突擊旅2PARA進行聯合訓練的美國陸軍1-508PIR（英语：508th Infantry Regiment (United States)）士兵，手持裝有HKey護木的SA80 A3
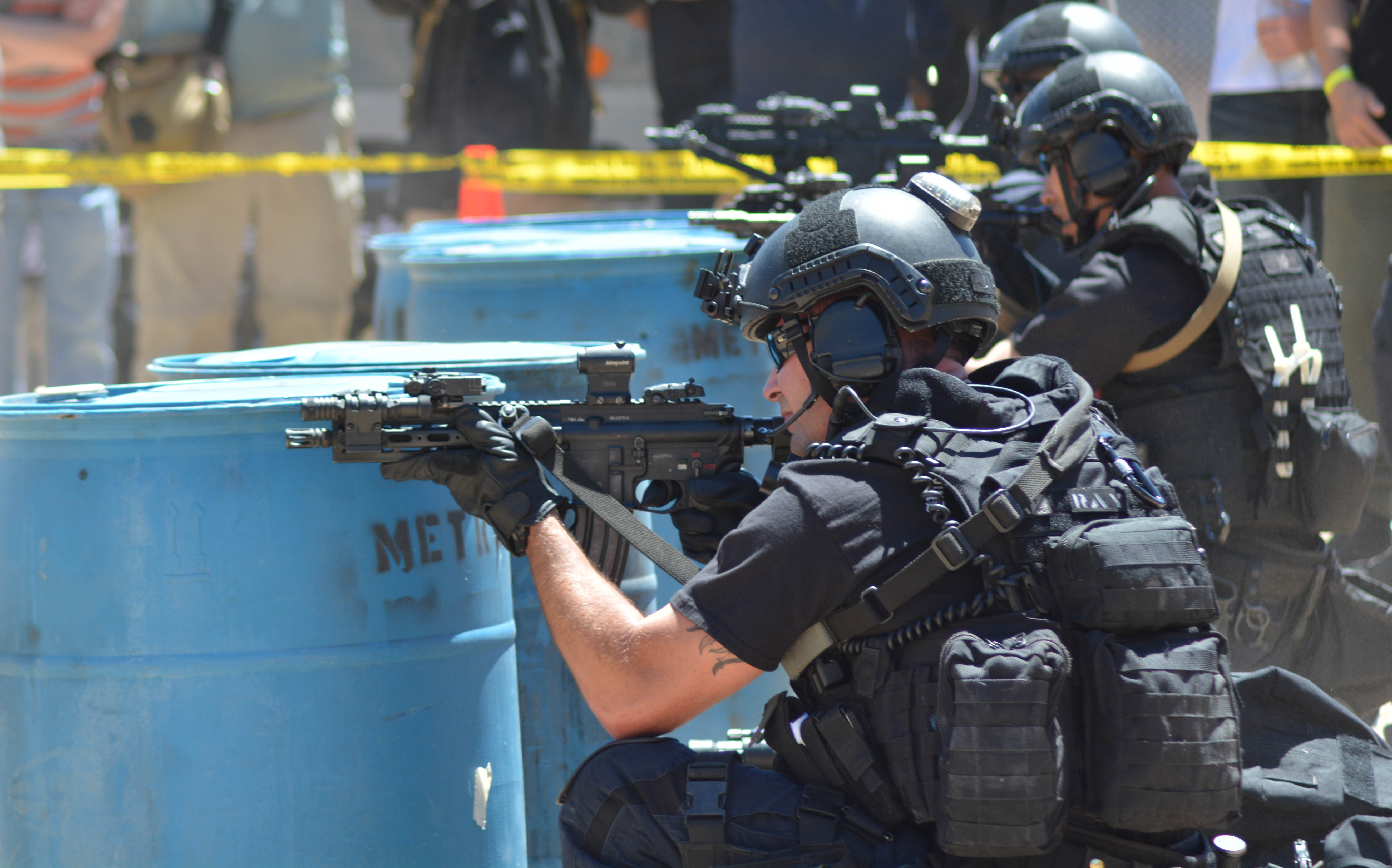
使用HK416的洛杉磯警察局特種武器和戰術部隊成員，其使用的HK SMR護木設有Geissele SMR導軌安裝系統
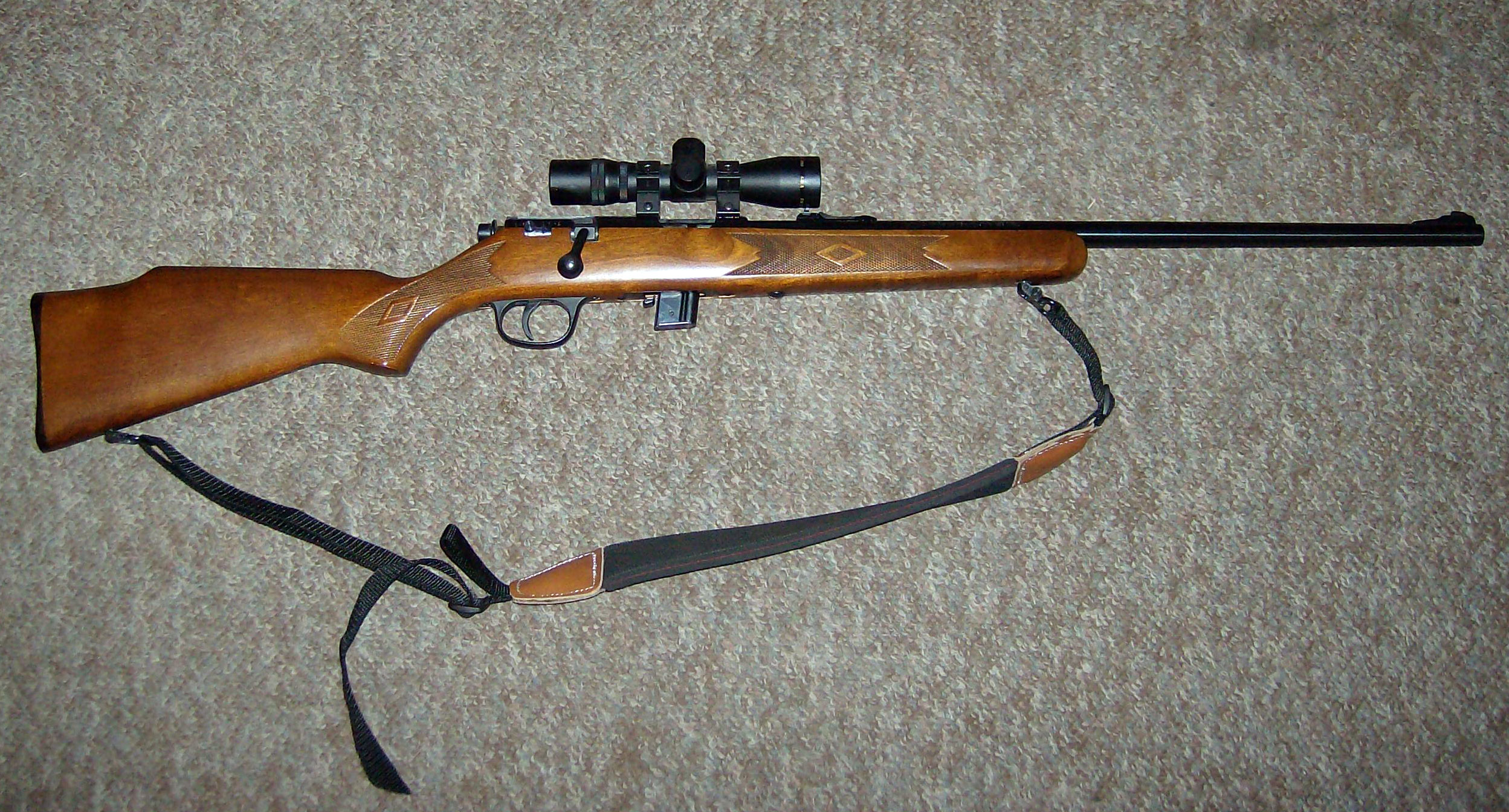
護木底部設有槍背帶安裝栓的Marlin 25N
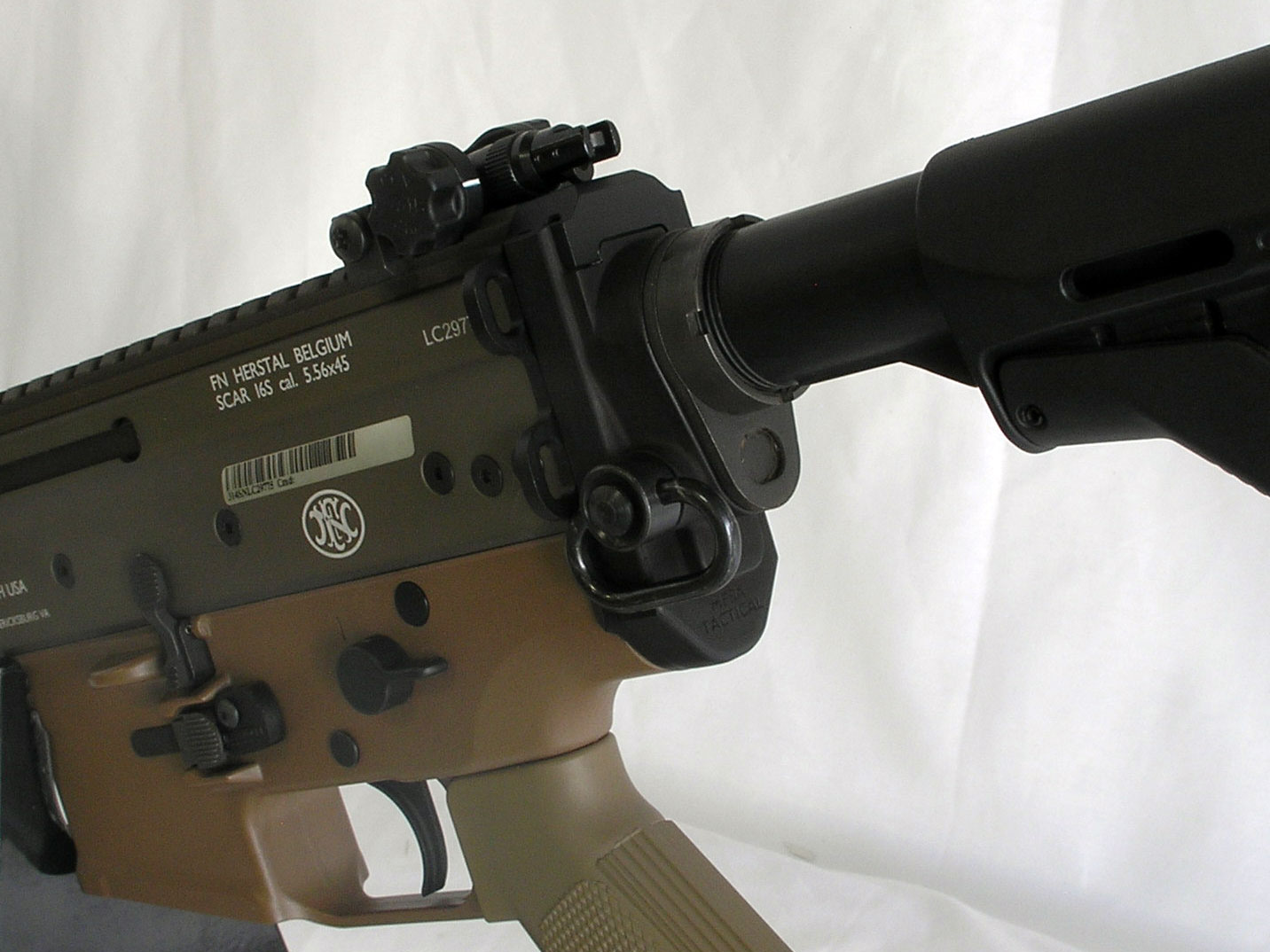
為SCAR 16S設計的附加QD槍背帶安裝口
MIL-STD-1913導軌剖面尺寸
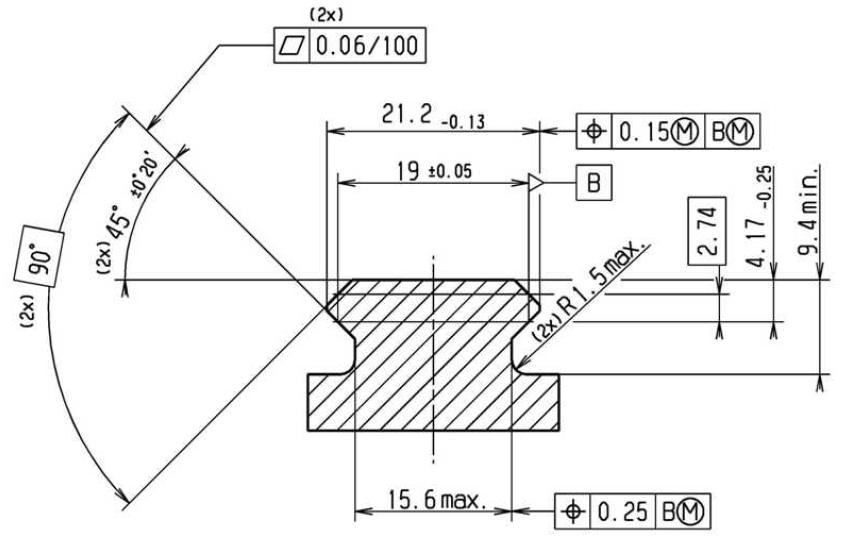
北約附件導軌剖面尺寸
- KeyMod規格（PDF文件，共4張）
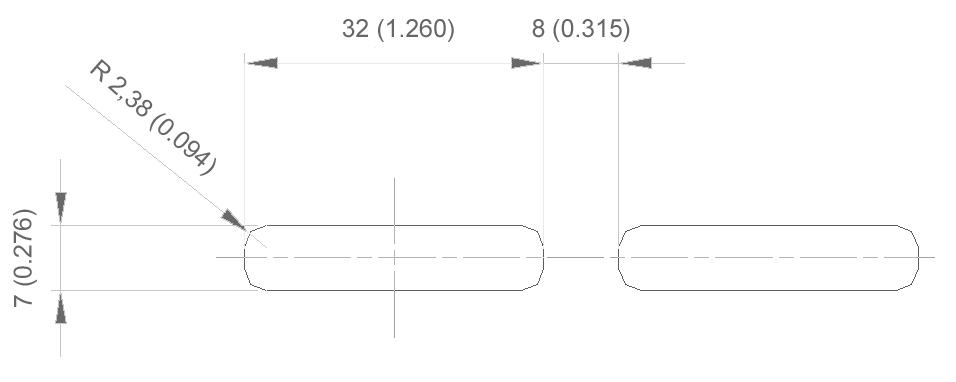
M-LOK基本尺寸

## 資料來源
1. 1 2 3 4 5 6 7 8 9 10  . Catalyst Arms. 2019-01-12  [2020-09-19]. （原始内容存档于2020-12-09） （美国英语）.
2. 1 2 3 4  Retailer, Tactical. . Tactical Retailer. 2020-06-04  [2020-09-13]. （原始内容存档于2021-11-28） （英语）.
3. ↑  McCollum, Ian. . Forgotten Weapons. 2018-12-14  [2020-09-13]. （原始内容存档于2020-08-11） （美国英语）.
4. 1 2  John Scott. . Ballistic Magazine. 2015-09-04  [2020-09-20]. （原始内容存档于2020-11-28） （美国英语）.
5. 1 2  Jacki Billings. . Guns.com. 2017-05-16  [2020-09-19]. （原始内容存档于2020-12-23） （美国英语）.
6. ↑  Max Slowik. . Guns.com. 2014-04-24  [2020-09-19]. （原始内容存档于2022-04-04） （美国英语）.
7. ↑  . Soldier Systems Daily. 2017-05-05  [2020-09-19]. （原始内容存档于2021-02-22） （美国英语）.
8. ↑  Steve Johnson. . The Firearm Blog. 2014-03-11  [2020-09-19]. （原始内容存档于2021-01-05） （美国英语）.
9. ↑  . trademarks.justia.com.   [2020-09-19] （英语）.
10. ↑  . The Firearm Blog. 2017-09-20  [2020-09-19]. （原始内容存档于2019-12-03） （美国英语）.
11. ↑  Steve Johnson. . The Firearm Blog. 2014-01-07  [2020-09-19]. （原始内容存档于2020-11-02） （美国英语）.
12. ↑  Joe Kriz. . GUNS Magazine. 2020-08-03  [2020-09-19]. （原始内容存档于2020-09-22） （美国英语）.
13. ↑  . Heckler & Koch.   [2020-09-19]. （原始内容存档于2019-10-07） （美国英语）.
14. 1 2 3 4 5 6  . Kit Badger. 2020-03-10  [2020-09-11]. （原始内容存档于2020-12-06） （美国英语）.
15. ↑  Brownells, Inc. . www.brownells.com.   [2020-08-22]. （原始内容存档于2021-02-24） （美国英语）.
16. 1 2  . The Reptile House Blog. 2018-06-01  [2020-08-21]. （原始内容存档于2021-01-15） （英语）.
17. ↑  Chris Baker. . www.luckygunner.com. 2014-11-19  [2020-08-22]. （原始内容存档于2020-11-11）.
18. ↑  . eu.glock.com.   [2020-08-29]. （原始内容存档于2021-01-28）.
19. ↑   (PDF).   [2020-08-29]. （原始内容存档 (PDF)于2021-08-31） （美国英语）.
20. 1 2  Steve Johnson. . The Firearm Blog. 2009-06-15  [2020-08-22]. （原始内容存档于2020-11-01） （美国英语）.
21. ↑  Steve Johnson. . The Firearm Blog. 2008-10-21  [2020-08-22]. （原始内容存档于2021-01-15） （美国英语）.
22. ↑  Max Slowik. . Guns.com.   [2020-08-22]. （原始内容存档于2021-01-16） （英语）.
23. ↑  September 21, Max Slowik on. . GunsAmerica Digest. 2016-09-21  [2020-08-21]. （原始内容存档于2020-08-10） （美国英语）.
24. ↑  HK USA.  (pdf). 2018-03-12  [2020-09-20]. （原始内容存档 (PDF)于2020-09-24） （美国英语）.
25. ↑  . Ivan The Bear Store. 2020-01-18  [2023-12-31]. （原始内容存档于2023-10-01） （英语）.